# Christie Burke
Christie Burke (* 1989 als Christie Stainthorpe) ist eine kanadisch-amerikanische Schauspielerin und Model.
Sie wurde durch ihre Darstellung des Teenagers Renesmee Cullen in der Twilight Saga: Breaking Dawn – Bis(s) zum Ende der Nacht bekannt.

## Filmografie (Auswahl)
- 2010: Eureka – Die geheime Stadt (Eureka, Fernsehserie, Folge 4x04)
- 2010: Turm Prep (Fernsehserie, Folge 1x05)
- 2011: Breaking Dawn – Biss zum Ende der Nacht, Teil 1 (The Twilight Saga: Breaking Dawn – Part 1) (nicht im Abspann)
- 2011: Best Day Ever
- 2012: Crowsnest
- 2012: Breaking Dawn – Biss zum Ende der Nacht, Teil 2 (The Twilight Saga: Breaking Dawn – Part 2)
- 2013: A Single Shot – Tödlicher Fehler (A Single Shot)
- 2013: Restless Virgins
- 2013: True Love Waits (Kurzfilm)
- 2014: Almost Human (Fernsehserie, Folge 1x13)
- 2014: Falling Skies (Fernsehserie, 5 Folgen)
- 2014: Black Fly
- 2014–2015: Strange Empire (Fernsehserie, 9 Folgen)
- 2016: Summer in the City (Fernsehfilm)
- 2016: Love Everlasting
- 2016: Van Helsing (Fernsehserie, 2 Folgen)
- 2017: Still/Born
- 2017: Supernatural (Fernsehserie, Folge 13x08)
- 2018: Ascension
- 2019: Mystery 101: Playing Dead (Fernsehfilm)
- 2019: Beyond the Woods
- 2019: Witness to Murder: A Darrow Mystery (Fernsehfilm)
- 2019: Weihnachten in Blue Ridge Mountain (A Blue Ridge Mountain Christmas, Fernsehfilm)
- 2020: Love in Winterland (Fernsehfilm)
- 2020: Sleeping with Danger (Fernsehfilm)
- 2020: Spuk in Bly Manor (The Haunting of Bly Manor, Miniserie, 2 Folgen)
- 2021: Secrets of a Marine’s Wife (Fernsehfilm)
- 2021: Maid (Miniserie, 4 Folgen)
- 2022: Harmony from the Heart (Fernsehfilm)
- 2022: Billy the Kid (Fernsehserie, 2 Folgen)
- 2023–2024: The Ark (Fernsehserie, 24 Folgen)